# Michael Batiste (football américain)
(en) Statistiques sur pro-football-reference
Michael Sean Batiste (né le 24 décembre 1970 à Beaumont) est un joueur américain de football américain évoluant aux postes d'offensive guard et de defensive tackle.

## Enfance
Batiste fait ses études à la West Brook High School de Beaumont.

## Carrière

### Université
Étudiant à l'université Tulane, Batiste joue de 1990 à 1993 dans l'équipe de football américain de la Green Wave.

### Professionnel
Michael Batiste n'est sélectionné par aucune équipe lors de la draft 1994 de la NFL. Il signe avec les Cowboys de Dallas lors de la pré-saison mais n'arrive pas à faire partie de l'équipe finale au poste de defensive tackle. En 1995, il revient mais il est muté en offensive guard. Cependant, il fait ses débuts chez les pros comme joueur de ligne défensive lors de la saison 1995, apparaissant lors de deux rencontres et remportant le Super Bowl XXX à l'issue de la saison. Prêté à la Galaxy de Francfort, évoluant en World League of American Football, il repasse guard et arrive jusqu'au World Bowl 1996 avec la franchise allemande, échouant contre les Scottish Claymores 32 à 27.
En 1997, l'ancien élève de Tulane retente sa chance en NFL, signant avec les Redskins de Washington. Non conservé pour la saison régulière, il revient en 1998 et parvient à jouer six matchs comme guard remplaçant. Batiste termine sa carrière par un dernier passage en WLAF mais cette fois-ci chez les Dragons de Barcelone, arrivant encore au World Bowl en 1999 et s'inclinant contre Francfort 38-24.